# Gregori d'Ibi
Gregori d'Ibi (1653, Ibi, Alacant - 13 de setembre de 1694, Maracaibo, Veneçuela) fou un religiós caputxí, missioner i màrtir valencià.

## Biografia
Va fer de ferrer fins que el 1673 va prendre l'hàbit de Sant Francesc d'Assís al convent de Massamagrell, aleshores canvià el seu nom de laic Pere Joan Jover Segura pel de Frai Gregori d'Ibi. Ja profés, va continuar amb el seu ofici i va col·laborà en la construcció dels convents d'Ontinyent i Xàtiva.
El desig de partir de missions el dugué el 1686 a Caracas, Veneçuela, on juntament amb Ciril d'Ontinyent va encarregar-se de l'evangelització dels indis tomuces. El 1694 la Congregació de Propaganda Fide va encomanar la missió de Maracaibo a la província dels caputxins de València. El 4 de juny d'aquell mateix any van arribar a Sierra de Motilones els seus primers missioners, el pare Buenaventura de Vistabella, el pare Antoni d'Olleria i Frai Gregori d'Ibi.
En el seu desig de portar la fe i la civilització als indis coiamos, encara salvatges i antropòfags, Frai Gregori va intentar-se sol al seu territori, i fou ben acollit pel primer grup que va trobar; però els cacics veïns van reaccionar-hi violentament i, mentre ell premia a les seves mans un crucifix i el rosari, el van arrossegar, lligar a un arbre, el van esquarterar i cuinar, el 13 de setembre de 1694.